# De nærmeste
De nærmeste (internationale titel: Homesick) is een Noorse film uit 2015 onder regie van Anne Sewitsky. De film ging in première op 23 januari op het Sundance Film Festival in de World Cinema Dramatic Competition.

## Verhaal
De 27-jarige Charlotte leidt een comfortabel leven als danslerares voor kinderen en ze heeft een relatie met de broer van haar beste vriend. Ze ontmoet haar halfbroer Henrik voor de eerste keer nadat deze verhuisd is naar Oslo. Er ontstaat een broer-zusrelatie tussen twee mensen die nooit een normale gezinsomgeving gekend hebben. De relatie ontwikkelt zich tot een zelfdestructieve seksuele aantrekkingskracht die dreigt hun levens overhoop te gooien.

## Rolverdeling
| Acteur               | Personage |
| -------------------- | --------- |
| Ine Marie Wilmann    | Charlotte |
| Simon J. Berger      | Henrik    |
| Anneke von der Lippe | Anna      |
| Silje Storstein      |           |
| Oddgeir Thune        |           |
| Kari Onstad          |           |

## Prijzen en nominaties
De belangrijkste:
| Jaar | Prijs        | Categorie                | Film              | Uitslag     |
| ---- | ------------ | ------------------------ | ----------------- | ----------- |
| 2015 | Amandaprisen | Beste actrice            | Ine Marie Wilmann | Gewonnen    |
| 2015 | Amandaprisen | Beste vrouwelijke bijrol | Silje Storstein   | Genomineerd |